# نهر بيرونكا
نهر بيرونكا (بالتشيكية: Berounka) هو نهر في جمهورية التشيك يبلغ طوله 138.2 كيلومترا، وهو أكبر الروافد لنهر فلتافا من الجهة اليسرى، يشغل مساحة قدرها 8708 كيلومترًا مربعًا (3362 ميل مربع).
يحمل اسم نهر مجه بطول 105.2 كيلو متر قبل التقائه مع نهر رادبوزا (والذي يبلغ طوله 109.7 كيلومتر) في مدينة بلزن، و من نقطة التقائهما يسمى النهر نهر بيرونكا ويستمر بهذا الاسم حتى مصبه في نهر الفلتافا في أطراف مدينة براغ.
كان يطلق على النهر بكامل مساره اسم نهر مجه، ولكن في القرن السابع عشر بدأ استعمال اسم نهر بيرونكا على المجرى السفلي منه نسبة لمدينة بيرون (Beroun) التي يمر خلالها.